# Stories USA
Pour plus de détails, voir Fiche technique et Distribution.
Stories USA est un film américain regroupant six courts-métrages (Member, Street of Pain, Club Soda, Life Makes Sense When You Are Famous, The Little Things et L.A. Knights), sorti en 2007.

## Fiche technique
- Titre : Stories USA
- Réalisations : 
  - Member : David Brooks
  - Street of Pain : Tyrone Finch et Jeremy Hall
  - Club Soda, de Paul Carafotes
  - Life Makes Sense When You Are Famous, de Erik MacArthur
  - The Little Things, de Gary Hawes
  - L.A. Knights, de M. Eastling
- Pays :  États-Unis
- Durée : 90 minutes
- Genre : Comédie dramatique

## Distribution
- Josh Hartnett - segment Member
- Steve Carell - segment Street of Pain
- James Gandolfini - segment Club Soda
- Scott Caan - segment Life Makes Sense When You Are Famous
- Paul Walker - segment Life Makes Sense When You Are Famous
- Paris Hilton - segment L.A. Knights
- Steven R. McQueen - segment Club Soda : The Kid